# Palazzo Zuccari
Palazzo Zuccari si trova via Giusti 43 a Firenze. Il complesso incorpora anche la casa di Andrea del Sarto, con accesso da via Gino Capponi 22: i due edifici, sebbene uniti negli ambienti interni, sono solitamente trattati separatamente dalla letteratura, per la singolarità della facciata manierista del primo, che ne fa un unicum nel panorama fiorentino.

## Storia
Questa zona era abitata nel Cinquecento da molti artisti, grazie alla sua vicinanza con l'Accademia delle arti del disegno, allora situata nella cappella di San Luca della Basilica della Santissima Annunziata. Oltre al già citato Andrea del Sarto, vissero in questa zona Pontormo (casa in via della Colonna), Perugino, i fratelli Da Sangallo (a Palazzo Ximenes da Sangallo), il Giambologna (a Palazzo Quaratesi), ecc.

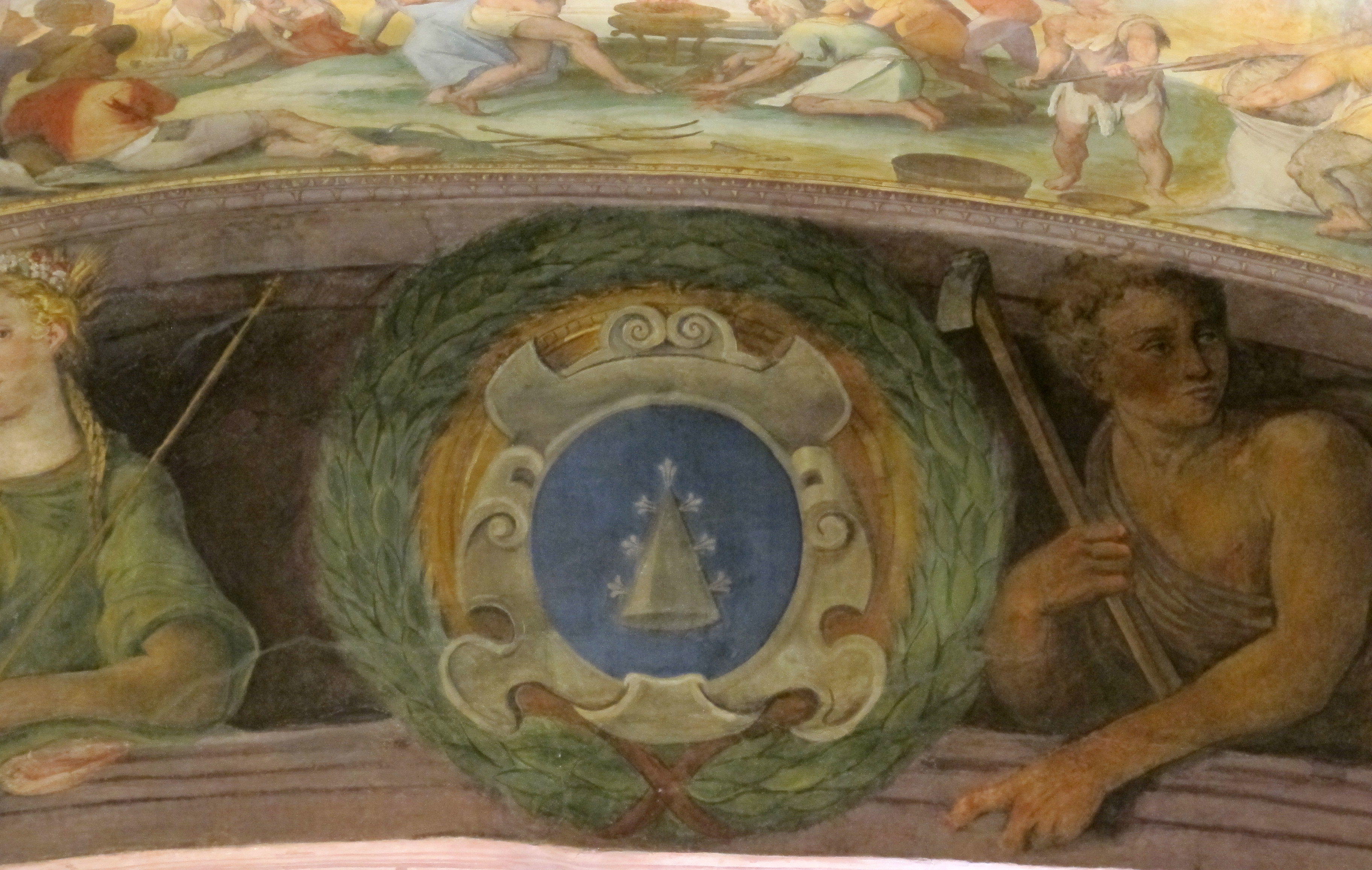
Lo stemma del "pan di zucchero", nella sala affrescata

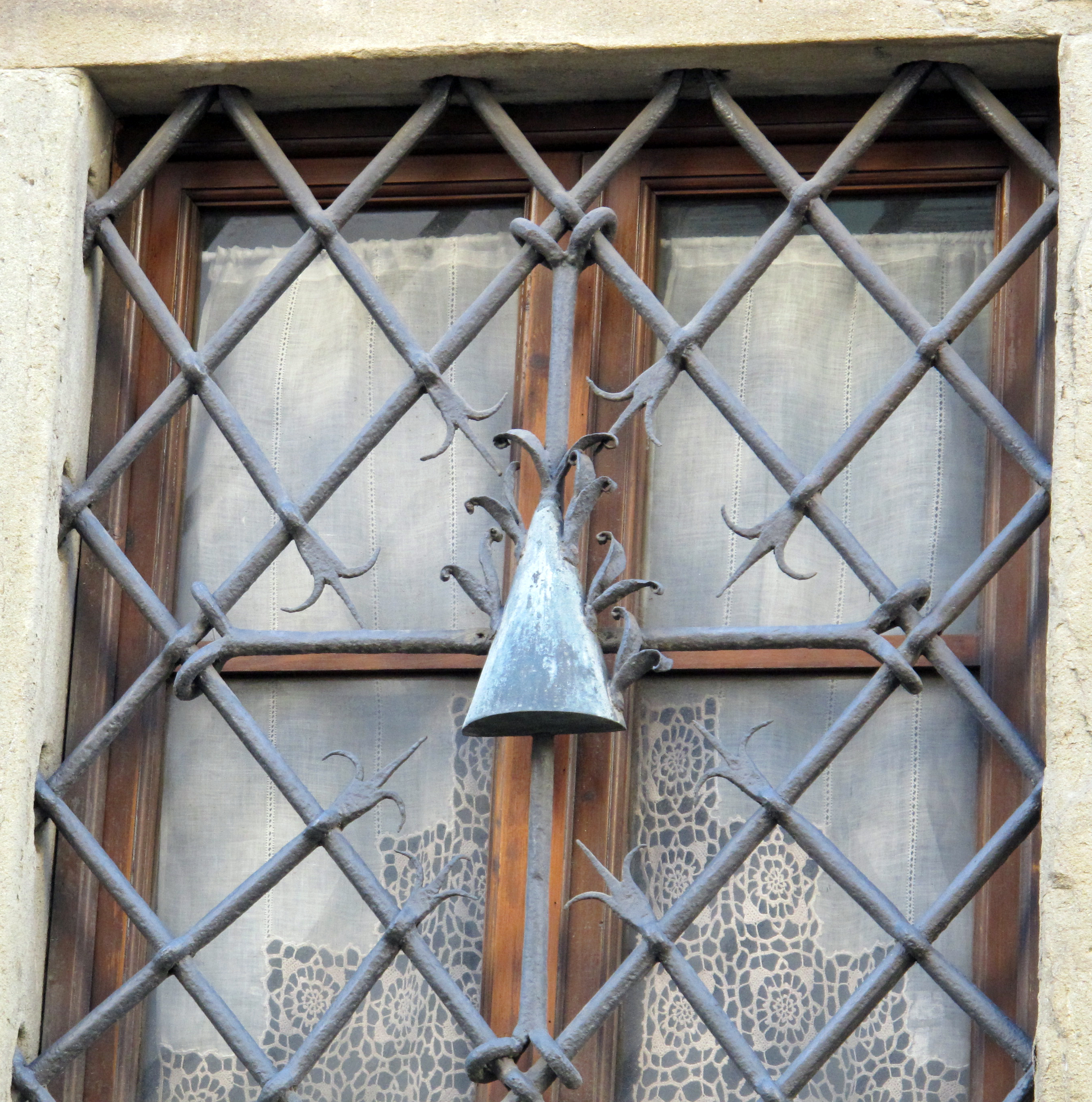
"Pan di zucchero" sulla grata di una finestra

Nel 1577 Federico Zuccari, incaricato di completare gli affreschi sulla cupola interna di Santa Maria del Fiore succedendo a Giorgio Vasari, acquistò la dimora degli eredi di Andrea del Sarto, alla quale aggoiunse nel 1578 l'edificio attiguo, che avviò subito a trasformare per farne la sua abitazione-bottega, con un impianto monumentale e che potesse anche fungere da "showroom" personale, in cui l'artista manifestava, autoreferenziandosi, tutte le sue capacità in campo artistico. I lavori all'edificio si interruppero nel 1579, con la sua repentina partenza dalla città appena gli affreschi della cupola furono completati. L'opera incompiuta venne ripresa nel ben più ambizioso progetto che l'artista mise su a Roma, nella sua nuova dimora, il cosiddetto palazzetto Zuccari.
Nel 1588 la casa venne locata all'artista Giovanni Battista Paggi e, nel 1602, vendutagli dallo stesso da Zuccari che, tornato a Roma, si trovò costretto a privarsi della residenza fiorentina visto il gravoso impegno economico sopportato nell'allestire il proprio palazzo romano (attuale sede della Biblioteca Hertziana). Il Paggi fece eseguire un altro affresco al piano superiore. Per tutto il Seicento, come era stato per il Cinquecento, la Casa Zuccari continuò ad essere dimora di artisti: secondo Filippo Baldinucci lo studio servì nel Seicento anche a Jacopo Vignali, Baldassarre Franceschini (il Volterrano) e Carlo Dolci.
Ai tempi di Federico Fantozzi, quando la casa era annessa al conservatorio delle Filippine, l'edificio era "destinato alla educazione di civili fanciulle, e composto di due corpi di fabbrica distinti. Quello che di fuori è bizzarramente architettato, servì di studio ad Andrea del Sarto, e quindi a Federigo Zuccheri che ne furono successivamente i proprietari".
In tempi più recenti (anni trenta del Novecento) vi ha abitato per un breve periodo lo scrittore Tommaso Landolfi.
Al 1978-1979 è documentato un intervento di restauro al prospetto e vari lavori agli spazi interni. Come la casa adiacente dal lato di via Gino Capponi, nel 1987 il complesso è stato comprato dalla Deutsche Bank per essere donato all'Associazione degli Amici del Kunsthistorisches Institut (1988) che, dopo aver promosso l'integrale recupero dell'edificio e delle sue decorazioni pittoriche (lavori terminati nel 2004 e, per la facciata, diretti dall'architetto Luigi Caliterna), lo ha destinato ad uffici e ad ospitare manifestazioni artistiche e culturali.
La casa appare nell'elenco redatto nel 1901 dalla Direzione Generale delle Antichità e Belle Arti, quale edificio monumentale da considerare patrimonio artistico nazionale.

## Descrizione

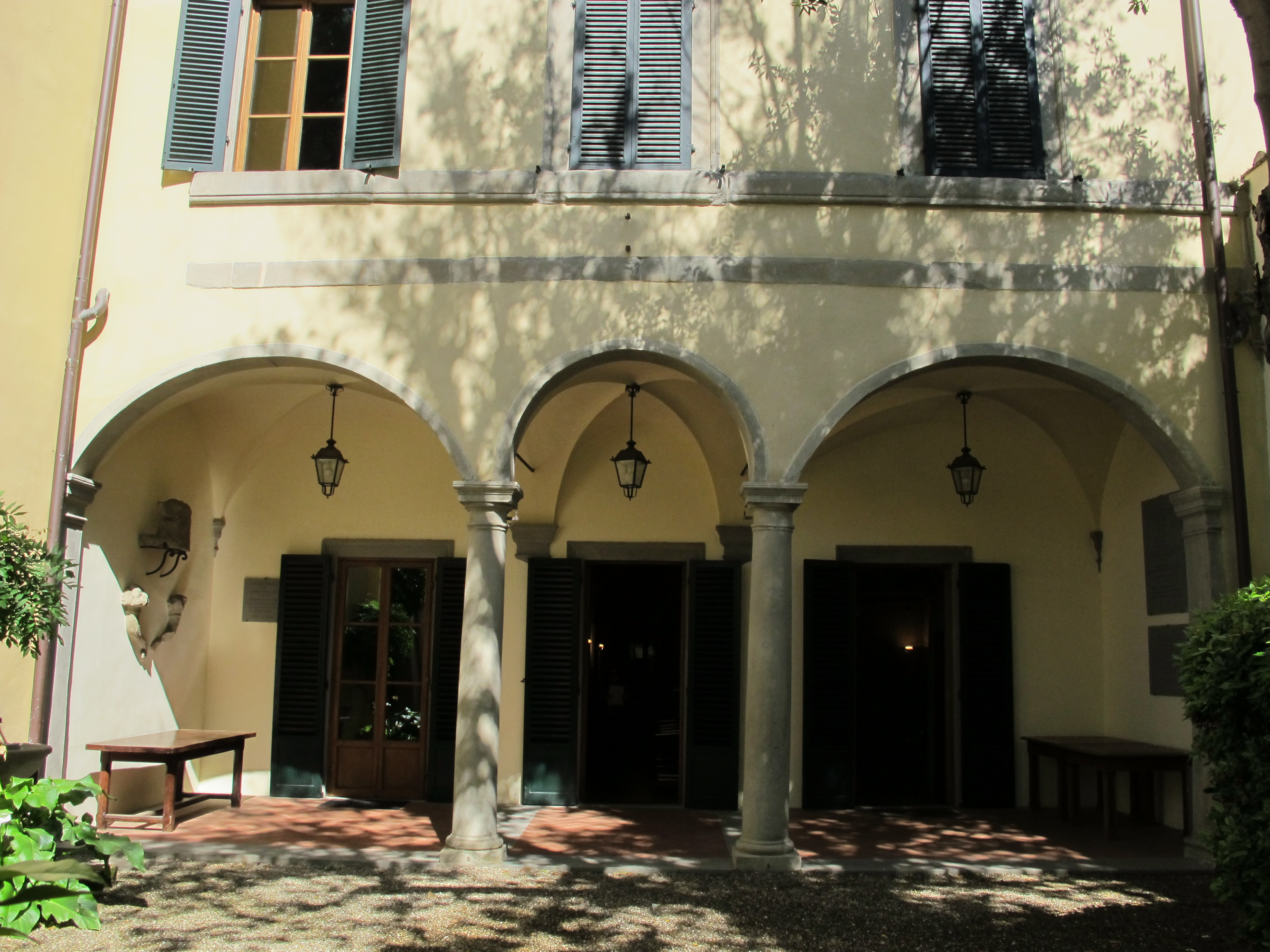
Il cortile

Zuccari, sempre attento alla propria immagine, realizzò la sua residenza in modo da dimostrare le sue abilità nel campo della pittura, dell'architettura e della scultura, ispirandosi alle residenze che per sé aveva edificato Giorgio Vasari a Firenze e ad Arezzo.
Nonostante possa essere considerato come porzione della residenza, assieme alla cosiddetta casa di Andrea del Sarto, è sempre stato segnalato dalla letteratura come edificio a sé stante, per l'evidente imporsi dell'elaborato fronte rispetto a quelli adiacenti. Non vi è infatti dubbio che questo sia un esempio di architettura manierista quasi unico a Firenze (seppure con richiami a coeve facciate romane), per i caratteri di intellettualistica bizzarria che lo distinguono: in quest'ottica sono da valutare il contrasto pietra-cotto, i singolari bassorilievi scolpiti, l'uso stravagante delle bozze rustiche.

### Facciata
Il palazzo ha una facciata estrosa che è un unicum a Firenze, con un misto di laterizi e bugnato in pietraforte, grezza e lavorata (qualcosa di simile esiste solo al Palazzo Budini Gattai, ma nel caso di Palazzo Zuccari l'insieme è molto più originale e ardito). È chiaro il desiderio autocelebrativo in quest'opera, in cui il pittore e architetto urbinate volle dimostrare il suo talento artistico in una città che fino ad allora aveva già ospitato alcuni dei più conosciuti artisti a livello internazionale.
La "pietra grezza", disposta simmetricamente in blocchi di grandezza e forma variabili, volutamente dissonanti secondo il gusto tipicamente scenografico dell'artista, è accostata a bassorilievi con gli strumenti delle tre Arti maggiori (pittura, scultura e architettura), riferibili a uno scultore della cerchia giambolognesca e oggi sostituiti da copie. Il primo piano, in cotto, ha due nicchie e due finestre con timpano spezzato (sugli architravi il nome del pittore e la data), ai lati di un grande riquadro con fondo ad intonaco arricciato, evidentemente preparato per un affresco mai realizzato. le grate alle finestre recano lo stemma del Casato Zuccari, il noto "pan di zucchero gigliato di sette gigli francesi" (indicati anche come "fiori di zucca che spuntano"). Nella grata della finestra centrale venne inserita la stella cometa, altra simbologia araldica propria della famiglia Zuccari. Nel registro superiore, al di sopra di uno stemma ondato, si apre poi un grande riquadro dove, secondo il progetto originale, si sarebbe dovuto inserire un affresco, affiancato da sculture in due nicchie predisposte per statue e pure lasciate vuote.
Nell'insieme il fronte si pone quindi come richiamo forte all'attività esercitata dall'artista, e, più che autocelebrativo, può essere interpretato come estesa mostra del tipo di lavori e progetti che qui potevano essere realizzati.

### Interno

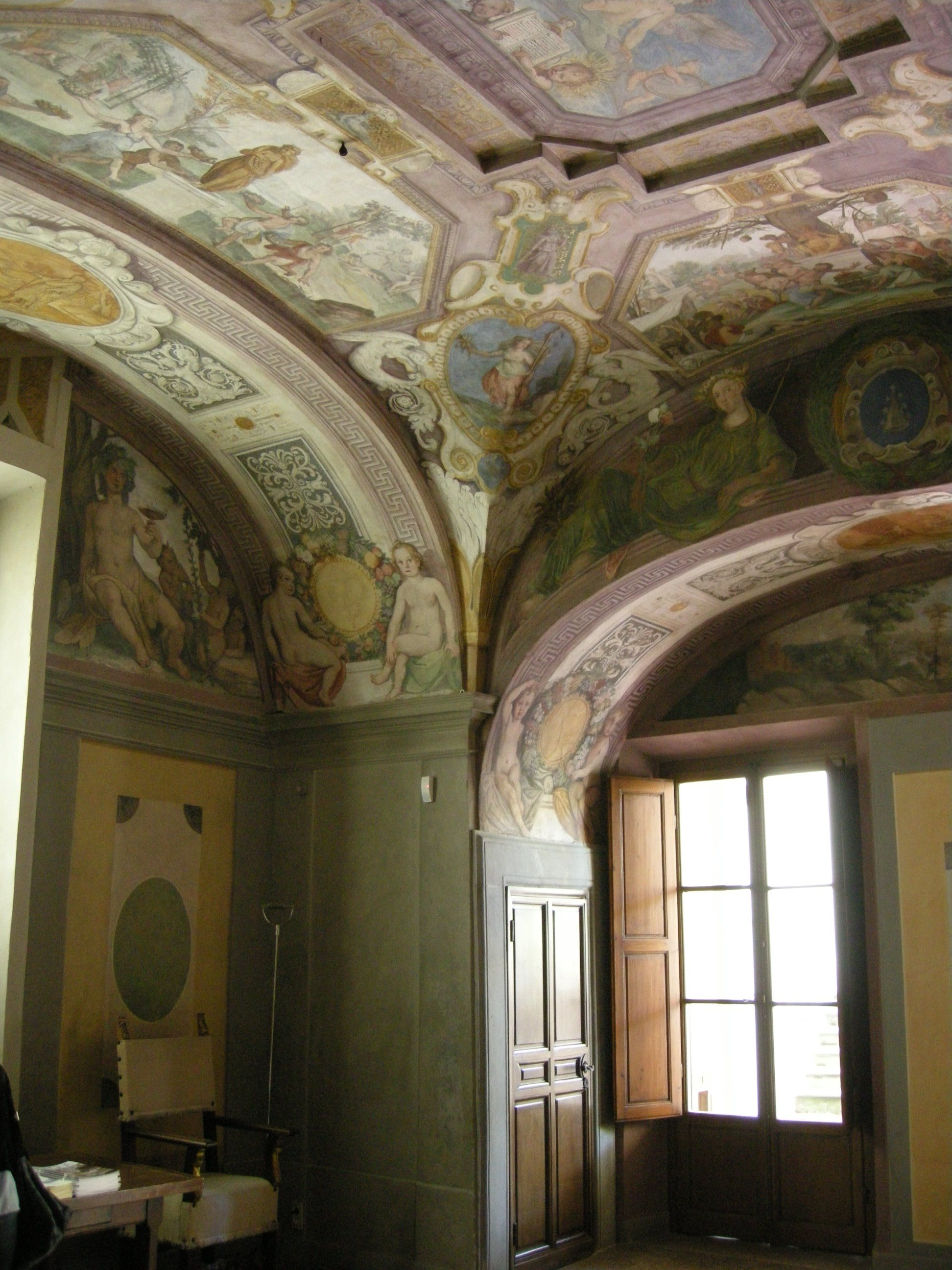
La sala affrescata

La parte abitativa dell'edificio venne interessata solo da leggere modifiche all'epoca dello Zuccari. L'aspetto originario dell'edificio è ancora oggi ben leggibile dalla parte del giardino, dove prospetta una loggia con arcate e due file superiori di finestre.
La sala al pian terreno rivolta al giardino venne completamente affrescata nel 1577 e vi si accede anche dall'ingresso di via Giusti o da un vestibolo con colonne sempre fatto realizzare dallo Zuccari. Qui il progetto prevedeva una stanza per i ricevimenti affacciata sul giardino. Le dimensioni limitate dell'ambiente sono compensate dalla pittura illusionistica, che intende ampliarne la spazialità. La stanza, che nei progetti doveva essere la prima di una serie di decorazioni, ha una volta a base quadrata con tre corte ali a base rettangolare sui lati est, ovest e nord, comparti da volta a botte ribassata; per dare l'idea di un ambiente simmetrico e a pianta centrale, gli affreschi sul lato sud suggeriscono illusionisticamente la presenza di una quarta ala, decorata in modo analogo alle altre. Anche sulle altre pareti le pitture suggeriscono uno sfondamento dello spazio disponibile, relativamente contenuto, in modo da poter fungere da sala di ricevimento.
Il tema degli affreschi sono il tempo e i cicli della Natura. Al centro della volta, tra cielo e terra, campeggia Crono in trono nello zodiaco; sullo sfondo si vedono poi le personificazioni del Passato, una figura ossuta che guarda in uno specchio, e del Futuro, un giovane putto dotato pure di specchio, ma che lo rivolge verso lo spettatore. Attorno si vedono poi le Stagioni tra cartigli. Nelle lunette si vedono la Primavera con scene di caccia (l'interesse paesaggistico mostra l'influenza della pittura olandese), l'Autunno con scene bacchiche e l'Inverno con una scena domestica in cui compare lo stesso artista con la moglie e gli allievi.
In origine erano anche previsti affreschi in tutta la casa, in quel modo che il pittore attuò poi solo nel suo palazzo romano, dopo la partenza da Firenze.
Al piano superiore, risalenti al periodo della proprietà di Giovan Battista Paggi, sono da segnalare altre pitture in una sala eseguite da un artista appartenente alla cerchia di Bernardino Poccetti e databili attorno al 1600.

## Giardino
La casa dà su un piccolo giardino con una loggia a tre arcate di grandezza irregolare (ma simmetrica), che risale a prima degli interventi dello Zuccari. Sotto il loggiato si trovano due targhe aggiunte dall'Istituto a conclusione dei restauri.
| QUESTA DIMORA DI ANDREA DEL SARTO E POI DI FEDERICO ZUCCARI È STATA RESTAURATA IN OGNI SUA PARTE NEGLI ANNI 2001-2004 |

| IL VEREIN ZUR FÖR DES KUNSTHISTORISCHEN INSTITUTS IN FLORENZ RINGRAZIA FIAT S.p.A. DEUTSCHE BANK S.p.A. BAYER S.p.A. PIRELLI S.p.A. SOCIETÀ METALLURGICA ITALIANA S.p.A. MAX MARA FASHION GROUP BRACCO S.p.A. CONTINENTAL AG GLI IMPRENDITORI E I PRIVATI TEDESCHI LA REPUBBLICA FEDERALE DI GERMANIA PER IL LORO CONTRIBUTO ALL RESTAURO DI QUESTA CASA CONSACRATA ALLA SCIENZA 1988 - 2001 DIESE KÜNSTLER HAUS. EINST IM BESITZ VON ANDREA DEL SARTO UND FEDERICO ZUCCARI. IST EIN GESCHENK DER DEUTSCHE BANK AG AN DAS KUNSTIHISTORISCHE INSTITUT IN FLORENZ MCMLXXXVIII |

## Bibliografia

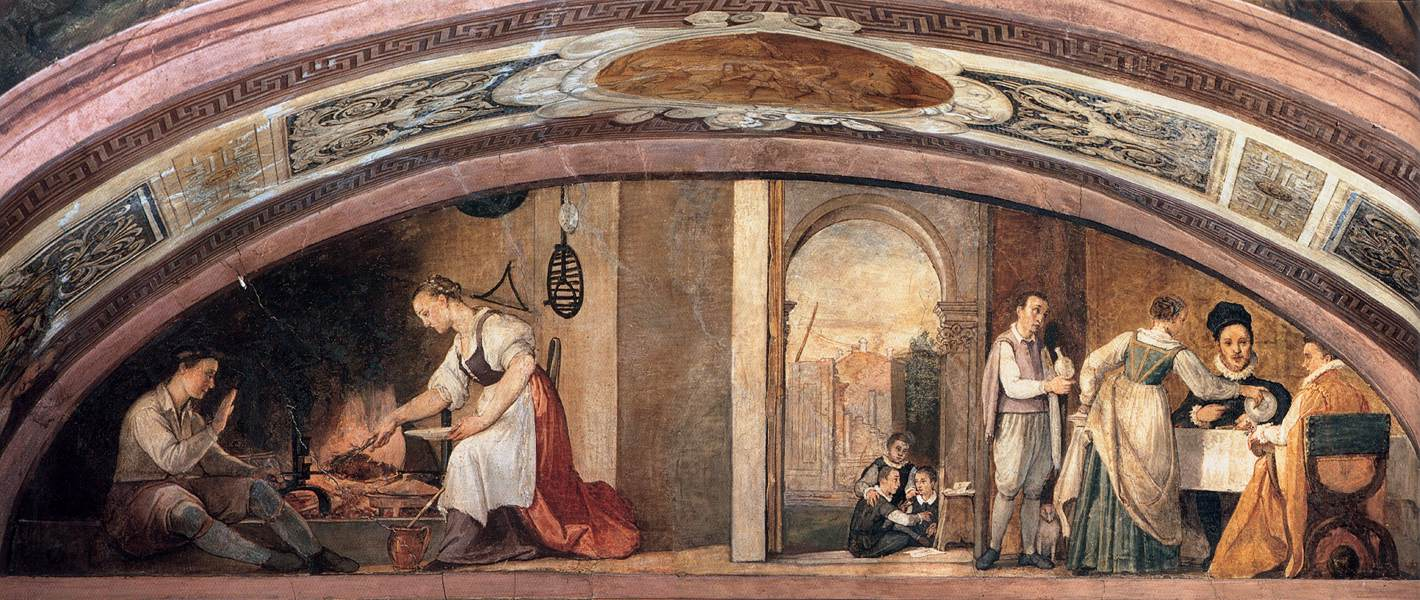
Inverno, con scena domestica e autoritratto di Federico Zuccari

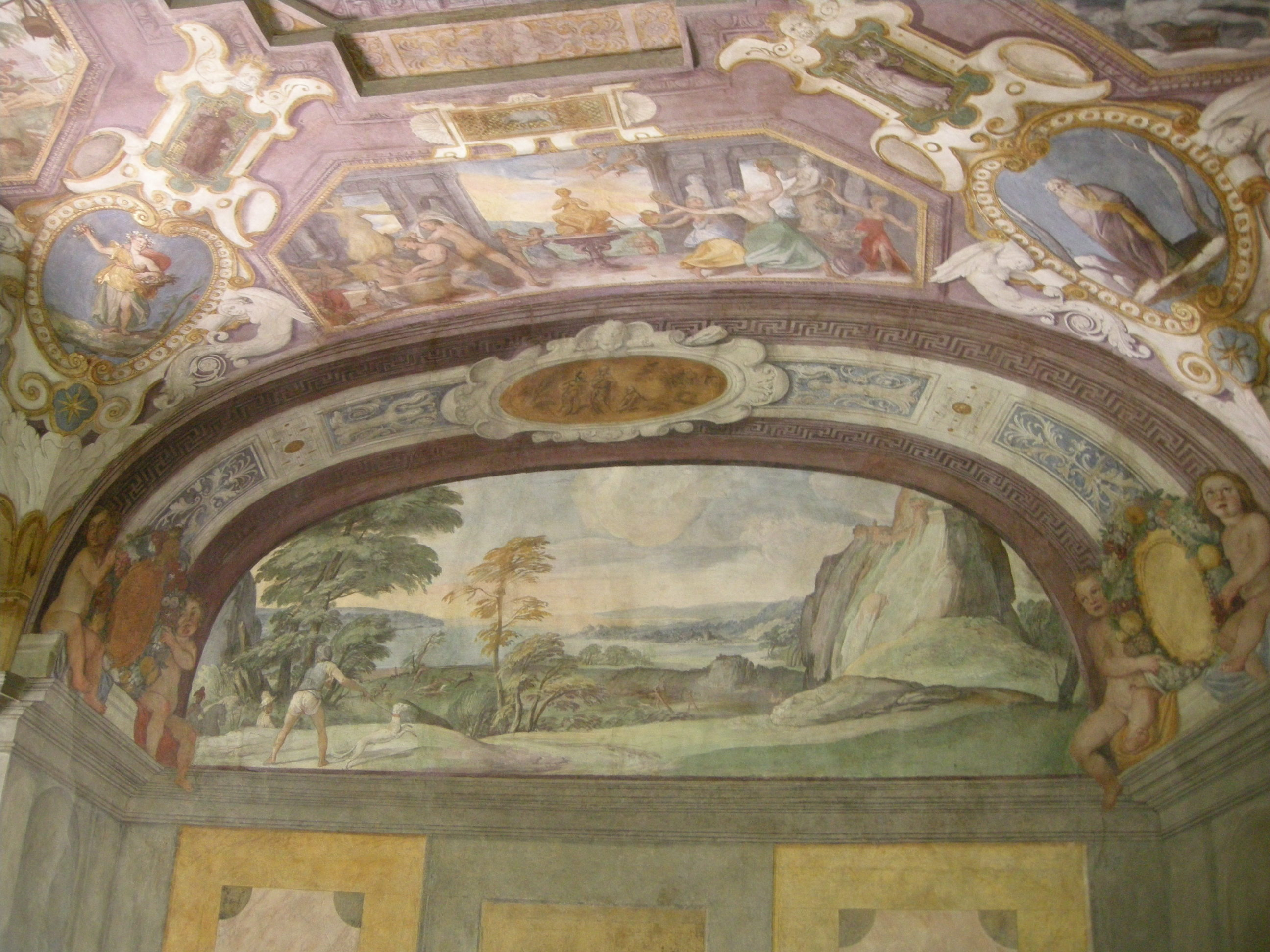
Lo sfondamento illusionistico

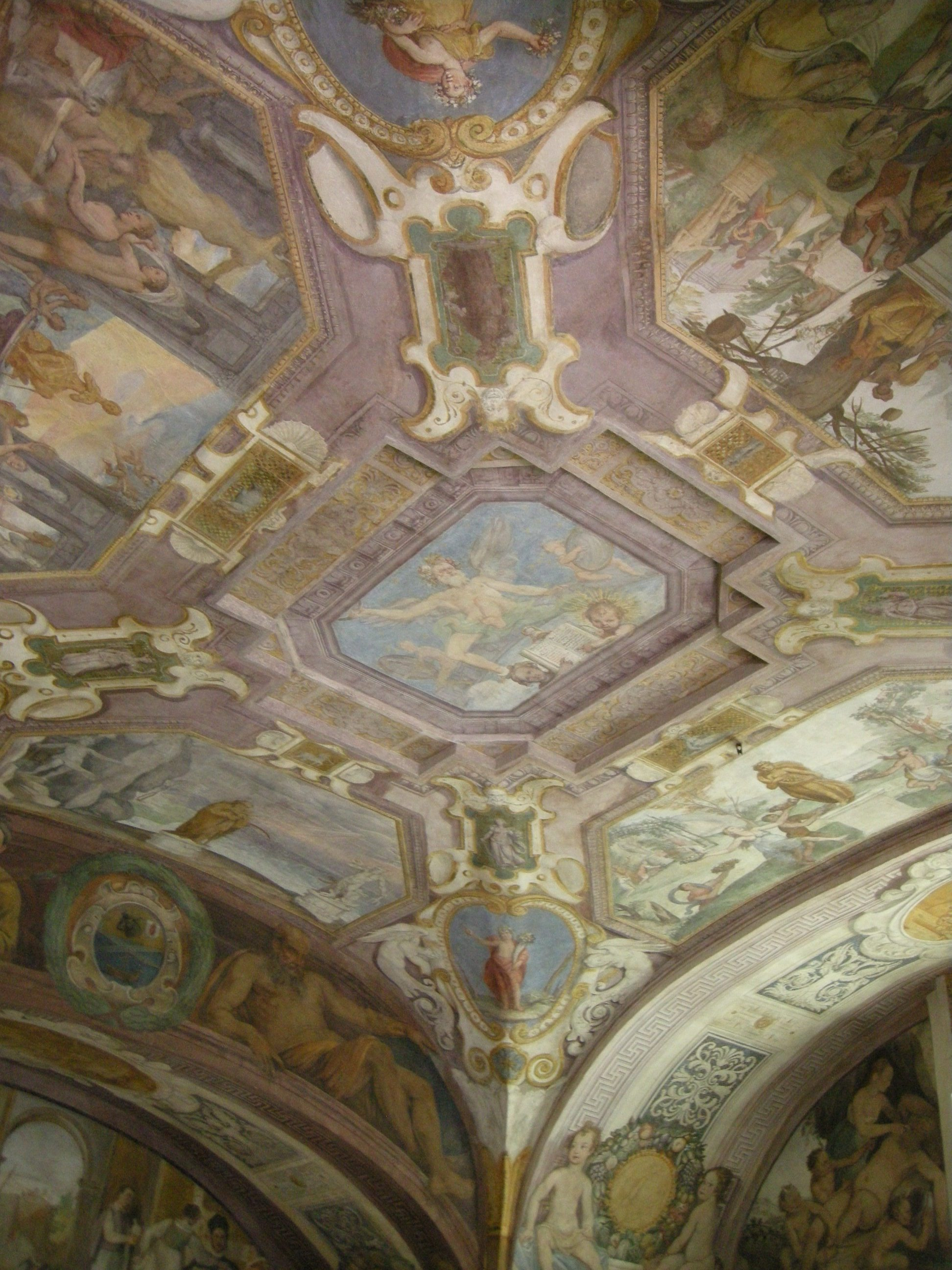
La volta